# Georges Oltramare
Georges Oltramare (Ginebra, 17 de abril de 1896-ib., 16 de agosto de 1960) fue un periodista, escritor y político suizo del partido Union nationale.

## Vida
En enero de 1927 recibió el premio Welti por la novela Don Juan ou la solitude, dotado con 3000 francos suizos. Un acto político de su partido originó los disturbios de Ginebra de 1932. Entre 1933 y 1936 perteneció al parlamento cantonal de Ginebra como fundador de la Union nationale.
Visitó más de diez de veces a Benito Mussolini entre los años 1936 y 1938. En 1940 se trasladó a París durante la ocupación francesa por los nazis, donde dirigió, entre otros, un periódico de las fuerzas de ocupación, y colaboró también en la radio.
La Corte Suprema Federal de Suiza le condenó a tres años de reclusión por realizar acciones contra la independencia del país. También fue condenado a muerte por un tribunal francés en 1950 por colaborar con los nazis, aunque no cumplió la pena y murió por causas naturales en Ginebra.
Su hermano André Oltramare fue un político socialdemócrata y compañero sentimental de la filósofa Jeanne Hersch. Según información de la CIA debió de pertenecer a la red de espionaje de los Tres Rojos.

## Obra
- Dans le Vieux Faubourg (1914)
- Sans laisser de traces... (1922)
- Don Juan ou la solitude (1937)
- Divertissements (1937)
- L’amour en Suisse romande (1929)
- Les souvenirs nous vengent (1956)
- Limbes et Lombes (1960)